# رهبنة كرملية

## الأسماء
تُعرف رهبنة إخوة السيدة العذراء مريم المباركة من جبل الكرمل أيضًا باسم الكرمل أو رهبنة الكرمل. للتمييز بينهم وبين رهبنة الكرمل الإفرنجي (التي تأسست عام 1562)، التي نشأت من الرتبة الأقدم لكنها اليوم تضم أكثر الأعضاء، يُشار إلى الكرمل الأصليين أحيانًا باسم الكرمل من المراقبة القديمة ونادراً ما يُطلق عليهم الكرمل المشنوكون (إفرنجي يشير إلى بعض الرهبنات الدينية التي تمشي حافية القدمين أو ترتدي صندلاً بدلًا من الحذاء).

## التاريخ
تظل السجلات التاريخية عن أصولها غير مؤكدة، لكن يُعتقد أن الرهبنة تأسست في القرن 12 على جبل الكرمل في الدول الصليبية. غالبًا ما يُرتبط تأسيس الرهبنة باسم برثلد كالابريا، وكذلك ألبرتو فيرتشيلي، لكن لم تنجُ سجلات واضحة عن تاريخ الكرمل المبكر. تم ت formalizing رهبنة الكرمل للراهبات في عام 1452.

### الأصل الروحي
الكرمل واحدة من الرهبنات القليلة، إن لم تكن الوحيدة، التي لا تشير إلى مؤسس مميز، بل إلى نبي من العهد القديم: إيليا ورسوله اليشع يُعتبران من الآباء الروحيين للرهبنة. تشير التقليدية إلى وجود سلسلة من اليهود ثم المسيحيين الذين عاشوا في كهوف جبل الكرمل حيث عاش إيليا واليشع. هكذا استقر أول الرهبان المسيحيين (الذين كانوا في الأصل مؤسسي الرهبنة) في كهوف جبل الكرمل يصلون لله. أول كنيسة بُنيت داخل الرهبنات وجمعت هذه الجماعة مكرسة للالسيدة العذراء. بسرعة، تحولت روحانية الرهبنة نحو مريم التي أصبحت ملكة ومعلمة الكرمل.

### الحياة الرهبنية والانفرادية على جبل الكرمل
قبل ظهور الكرمل، في القرن 6، بنى الرهبان البيزنطيون ديرًا مخصصًا للقديس إلياس في وادي على بعد بضعة كيلومترات جنوب الدير الحالي. دُمر هذا الدير عام 614 على يد الفرس بقيادة كسرى الثاني. حوالي عام 1150، أسس راهب يوناني من كالابريا مجتمعًا من حوالي عشرة أعضاء بين أنقاض الدير البيزنطي القديم الذي أعاد بناءه وأعاد تسميته بالقديس إلياس.

### تأسيس الرهبنة على جبل الكرمل

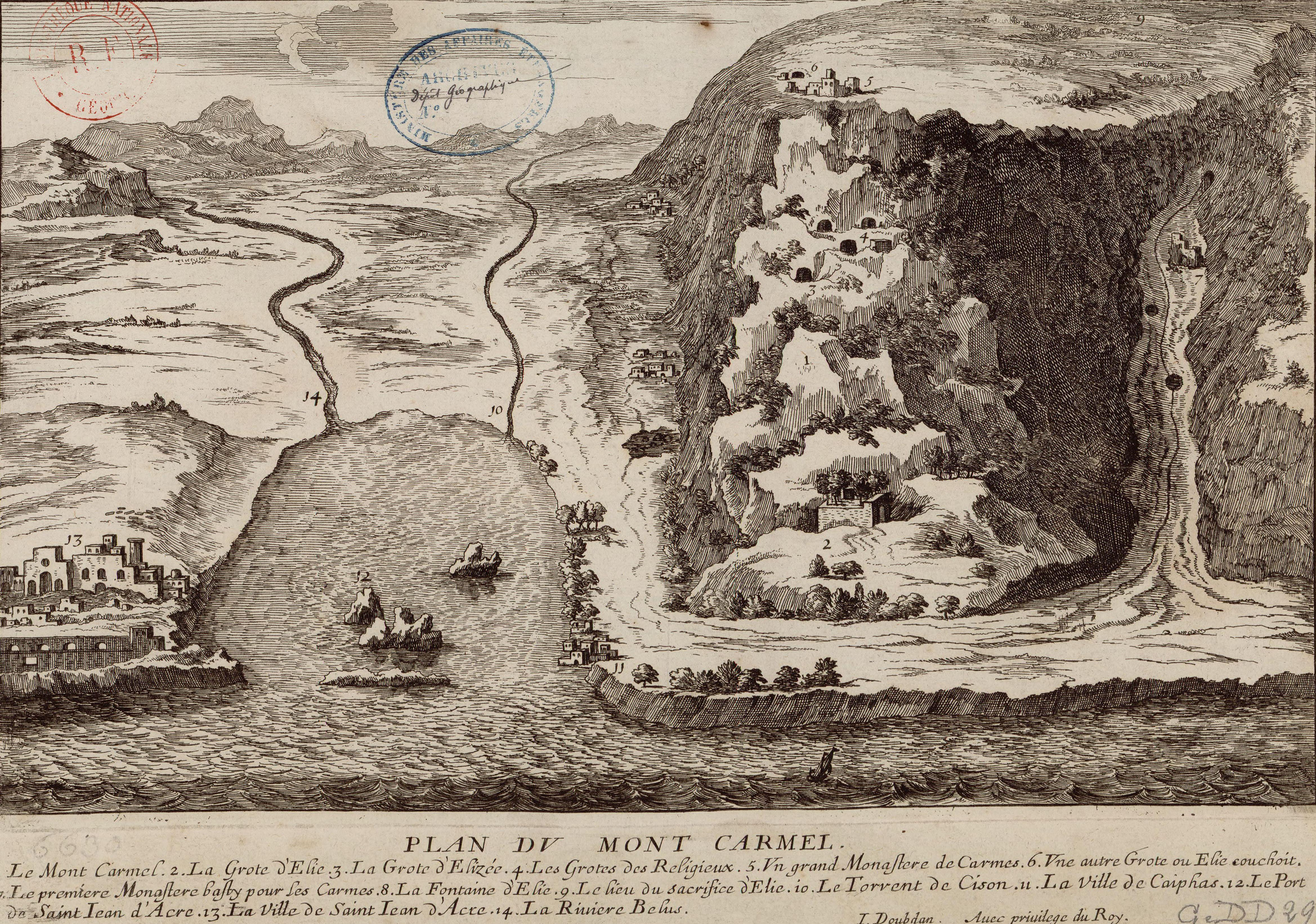
خريطة جبل، منظر تفصيلي لجبل الكرمل وخلج حيفا في القرن 17

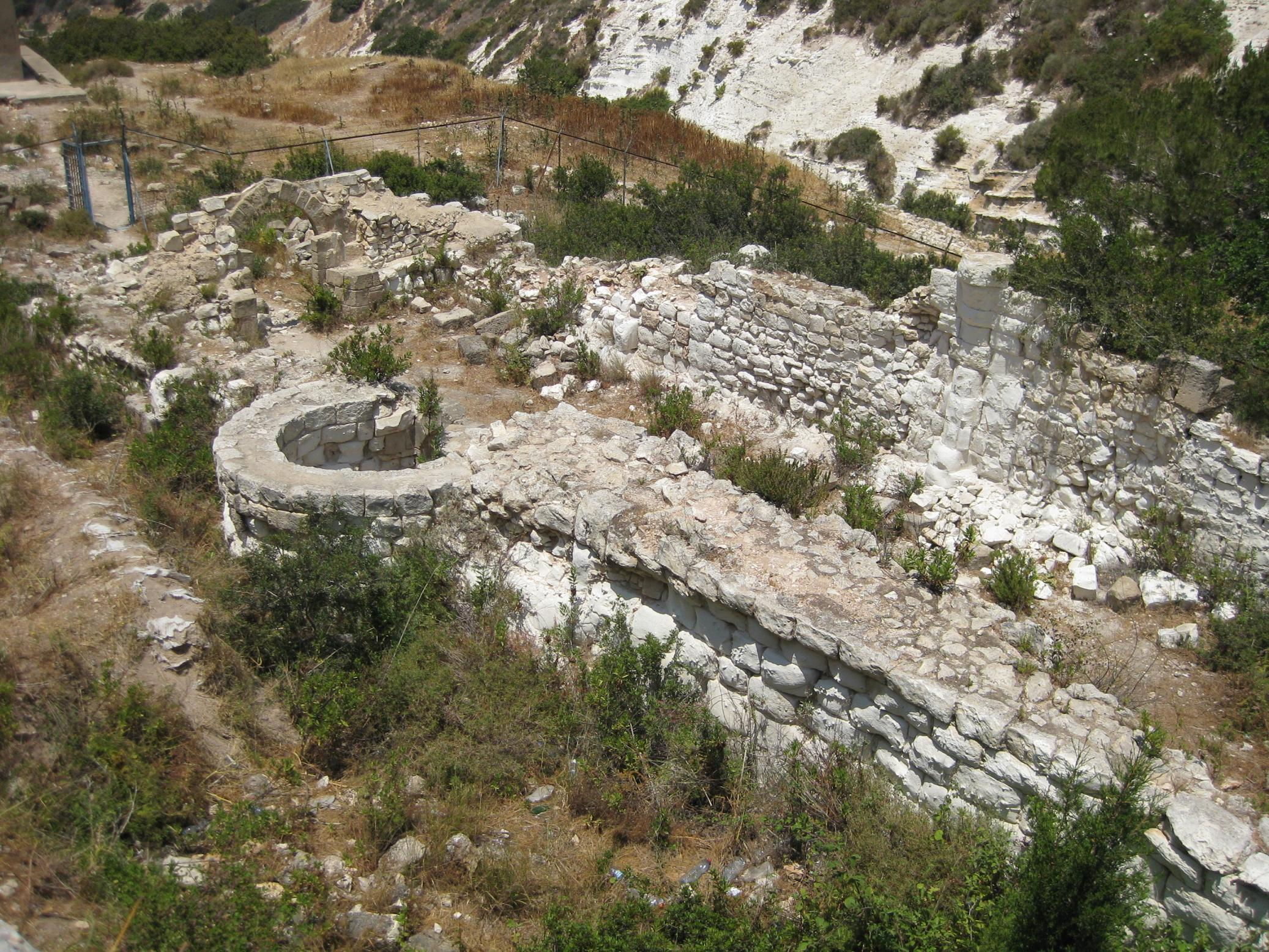
أنقاض الكنيسة الأولى على منحدرات جبل الكرمل

تشير التقليدية إلى أن الرهبنة تأسست عام 1185، لكن هذا يعتمد على قصة حاج في الأرض المقدسة، والتي تظل تفسيراتها مشكوكًا فيها. أقدم السجلات المكتوبة المؤكدة عن وجود الرهبان اللاتينيين على جبل الكرمل تعود إلى عام 1220 ونص آخر من عام 1263 (انظر (Steinmann   1963, p. 24)). خلال الحملة الصليبية الثالثة، بدأ مجموعة من الرهبان بقيادة برثلد كالابريا بالسكنى في كهوف جبل الكرمل متبعين النبي إيليا. كان الدير الأول موجودًا في الوادي المواجه شرق-غرب على بعد 3.5 كـم (2.2 ميل) جنوب الدير الحالي، وشرقي "مقبرة حيفا سدي يهوشوع".
في بداية القرن 13، كان قائدهم يُفترض أنه القديس بروكار، على الرغم من نقص الأدلة المكتوبة. في قاعدة الكرمل، يُشير إلى "الأخ ب." فقط (في الجملة التمهيدية للقاعدة) الذي طلب من البطريرك قاعدة للحياة للرهبانيين. تشير التقليدية إلى أن بروكار، ثاني الرئيس العام للرهبنة، طلب من بطريرك القدس اللاتيني، ألبرتو فيرتشيلي، أن يمنح المجموعة من الرهبان قاعدة مكتوبة للحياة. تعود هذه القاعدة إلى عام 1209، وتركز على الصلاة وتحدد نمط حياة الرهبان.
كان أول عمل لرهبنة إخوة السيدة العذراء المباركة من جبل الكرمل هو تخصيص كنيسة للسيدة العذراء تحت عنوان مريم، نجمة البحر (باللاتينية: Stella Maris). ترى إليزابيث شتاينمان أنه من المحتمل أن الرهبان الكرمليون استقروا أيضًا في بعض مدن فلسطين (عكا، صور، طرابلس، بوليو في لبنان)، لكن بعد بضع عقود، بدأ الرهبان بمغادرة الأرض المقدسة نتيجة انعدام الأمن المرتبط باسترجاع المسلمين الذي علامة نهاية الحملات الصليبية. ثم عادوا إلى أوروبا حيث انتشروا بهذه الرهبنة الجديدة.
لم تُصادق على قاعدة القديس ألبرتو من قبل البابا حتى 30 يناير 1226 في bull Ut vivendi normam من هونوريوس الثالث. في 1229، أكد البابا غريغوري التاسع هذه القاعدة مرة أخرى وأعطاها وضع Regula bullata.

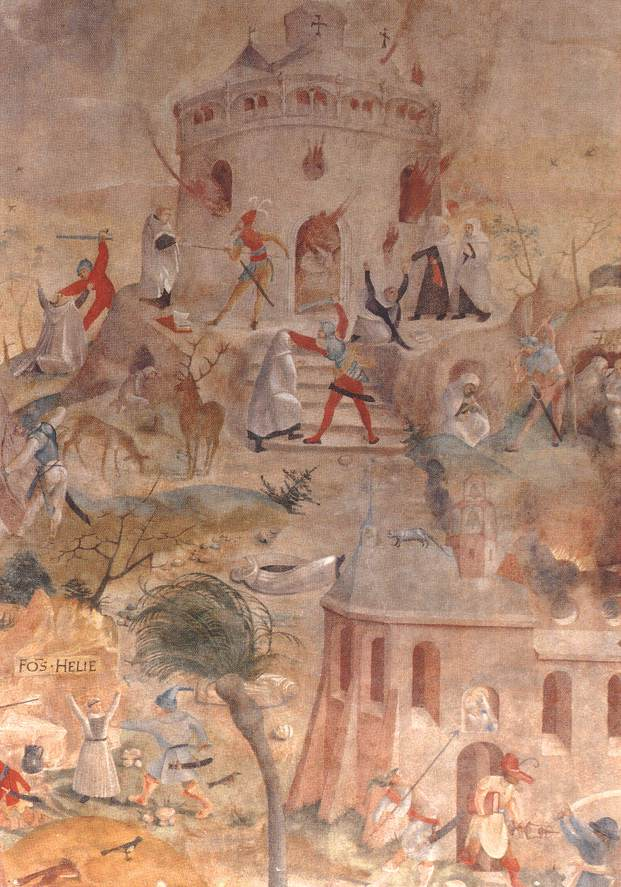
«ذبيحة الكرمل» علامة نهاية الحياة الرهبونية للكرمل على جبل الكرمل

في نهاية الحملة الصليبية الأولى التي قادها لويس التاسع ملك فرنسا في الأرض المقدسة في 1254 (الحملة الصليبية السابعة)، أعاد لويس ستة من الكرمل إلى فرنسا الذين انضموا إلى أولئك الذين منذ 1238 بدأوا البحث وإنشاء دور في جميع أنحاء أوروبا. سقوط القسطنطينية في 1291، وسقوط الدولة اللاتينية لأوترمير أدت إلى تدمير آخر دير كرمل في الأرض المقدسة. والكرمل الذين اختاروا البقاء هناك قُتلوا على يد المماليك.
رسم جيرغ راتجِب لوحة جدارية تعيد سرد حياة الكرمل في بداية القرن 16، على جدران دير الكرمل في فرانكفورت.

### من الحياة الرهبونية إلى الحياة الرعوية
عند العودة إلى أوروبا، واجه الرهبان الكرمليون العديد من الصعوبات. حياتهم الانفرادية لم تتكيف جيدًا مع مستوطناتهم الجديدة، كانوا متناثرين في مختلف الدول، ووجدوا أنفسهم في "منافسة" مع رهبنات طالبة أخرى. أراد البابا إنوسنت الثالث أن يجمع الرهبنات الطالبة تحت قيادة رهبنة الإخوة الصغار ورهبنة المبشرين. في 1215، قررت مجمع ليون الرابع تجميع الرهبنات الطالبة الموجودة تحت الرهبتين الرئيسيتين. في 1274، ألغى مجمع ليون الثاني جميع الرهبنات الطالبة التي تأسست بعد 1215؛ فقط أربع رهبنات بقيت: الفرنسيسكان، رهبنة المبشرين، الكرمل، والأوغسطينيون. الكرمل، الذين نجوا بصعوبة، اضطروا لتغيير نمط حياتهم من الانفرادية إلى الرعوية.
بشكل تدريجي، خلال القرن 13، عاد الرهبان الكرمليون من جبل الكرمل واستقروا في جميع أنحاء أوروبا، مثلاً في قبرص، صقلية، إيطاليا، إنجلترا، وجنوب فرنسا. بعض التواريخ والمواقع معروفة:
- في 1235، استقر بيير دي كوربي ورفاقه في دوقية هينو (فالنسيان)
- في 1242، استقر الكرمل في أيلزفورد، كنت، إنجلترا
- في 1244، استقر الكرمل في مرسيليا، فرنسا، واستقروا في كهوف أيغالاديس
- في 1259، استقر الكرمل في باريس، فرنسا
- في 1279، استقر الكرمل في دبلن، أيرلندا[5]

ومع ذلك، كانت المستوطنات الجديدة للكرمل في المدن الأوروبية مختلفة تمامًا عن حياتهم الانفرادية على جبل الكرمل. بالإضافة إلى ذلك، واجهوا معاداة من الكهنة العلمانيين وحتى من رهبنات طالبة أخرى، الذين رأوا فيهم منافسين.

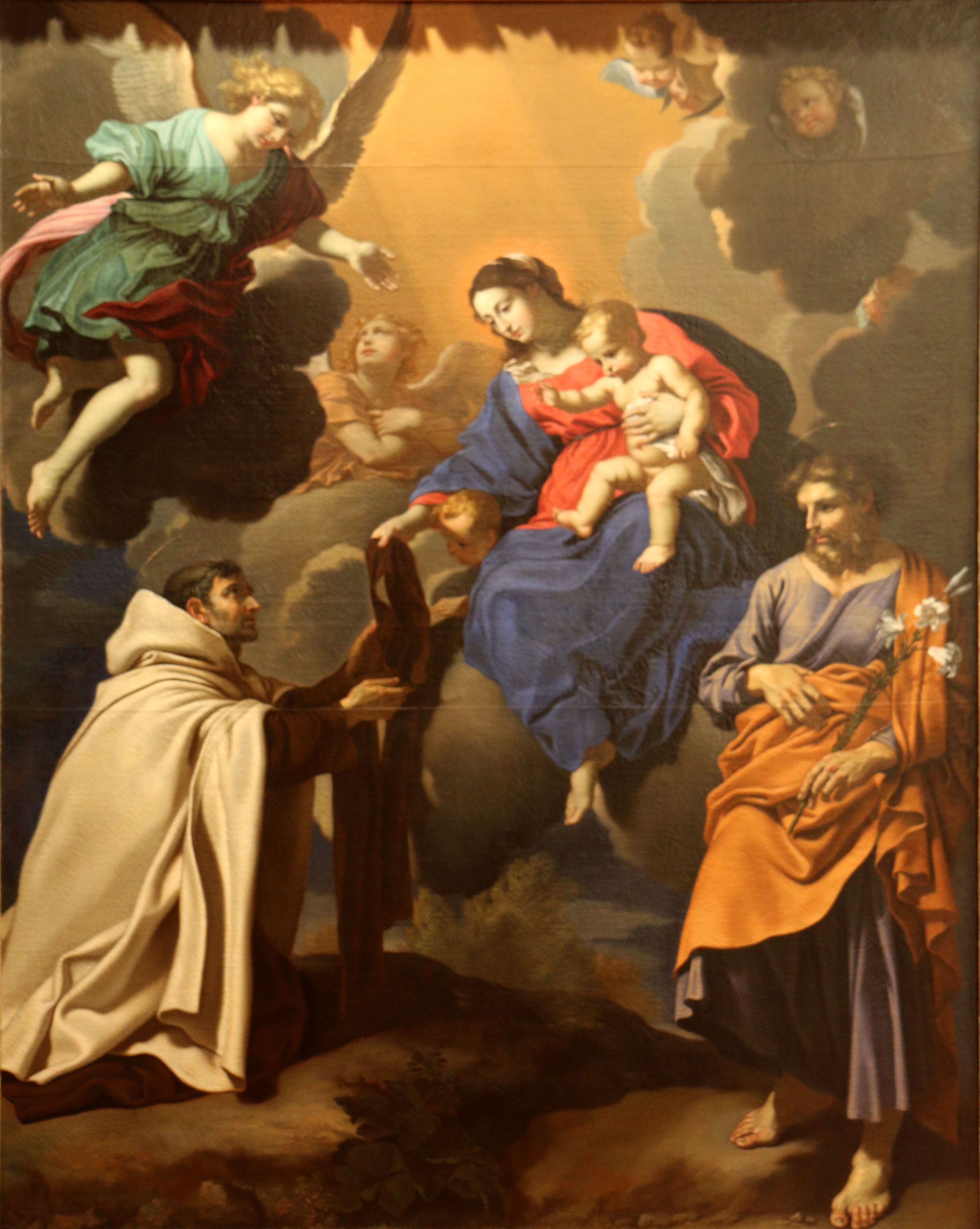
مريم العذراء تقدم الزَّوْرَق للقديس سيمون ستوك

بحسب التقليدية، كان الرئيس العام للكرمل، سيمون ستوك، قلقًا بشأن الوضع الصعب للرهبنة، والتي كانت لا تزال مهددة بالإلغاء من الكنيسة الكاثوليكية، صلي بشدة إلى السيدة العذراء مريم لمساعدة الرهبنة. في 1251، ظهرت السيدة مريم من جبل الكرمل أمامه مصحوبة بجموع الملائكة، ومسكها الزَّوْرَق في يدها. في رؤيته، قالت 
تقبل، يا ابني العزيز، الزَّوْرَق الخاص برهبتك كعلامة مميزة للميزة التي حصلت لك وولدي الكرمل؛ إنه علامة خلاص، وحماية من الخطر، وعد خاص بالحماية حتى نهاية العصور. من يموت وهو يرتدي هذا اللباس سيُحفظ من النار الأب eternal.
بعد هذه الرؤية، ومع انتشار الزَّوْرَق، استمرت رهبنة الكرمل وانتشرت بسرعة. التاريخية لهذه الأحداث متنازع عليها بسبب نقص السجلات المكتوبة المعاصرة للفترة المذكورة؛ أول سجلات مكتوبة موجودة تعود إلى حوالي 150 سنة لاحقة، وبعض الوثائق تناقض هذا السرد.
في bull Paganorum incursus الصادر في 27 يوليو 1247، أطلق البابا إنوسنت الرابع رسميًا على الرهبنة اسم "إخوة السيدة العذراء مريم المباركة من جبل الكرمل" وطلب من الأساقفة قبولهم في أبرشياتهم بحسن نية. ومع ذلك، كانت معاداة الكهنة العلمانيين للكرمل كبيرة لدرجة أنها دفعت لتكرار هذا الطلب في 4 أكتوبر لاحقًا في نفس السنة.
في 1247، طلب الكرمل من البابا إنوسنت الرابع تعديل قاعدة القديس ألبرتو لعام 1209 لتناسب نمط حياتهم الجديد في المدن. في هذا التعديل، أُبرز البُعد الجماعي لحياتهم بوضوح. حدد البابا إنوسنت الرابع ووضَّح بعض الغموض وخفف بعض القسوة في القاعدة الأصلية، وفي 1 أكتوبر 1247 أصدر النص في bull Quae honorem conditoris omnium. ومنذ ذلك الحين، مثلاً، لم يعد الكرمل يأكلون وجباتهم في خلوتهم بشكل منفصل بل أكلوا معًا في قاعة الطعام. ومنذ ذلك الحين، بدأ الكرمل بالوعظ والاستماع إلى الاعترافات في الكنائس العلمانية (العادية).
حدثت آخر شكك كبير في بقاء الرهبنة في 1274. خلال جلسة sanota vacillationis في 17 يوليو 1274، عقد مجمع ليون الثاني برئاسة البابا غريغوري العاشر، الذي ألغى جميع الرهبنات الطالبة التي لم تكن لديها حالة قانونية منتظمة (incert mendicita). دافع الكرمل عن قدسية تأسيسهم، أي تأسيسهم قبل 1215، والإجراءات ذات الصلة التي اتخذها مجمع ليون الرابع، وشددوا على موافقتهم الرسولية. وبعد العديد من تدخلات الكرمل خلال هذه الجلسة، أكد البابا قدسيتهم.
بعد عام 1287، في مونبيلييه، فرنسا، استبدل الكرمل المعطف الأبيض والبني المرقط أو المحزز بمعطف أبيض، بسبب ذلك أُطلق عليهم اسم "الرهبنة البيضاء".
الاندماج الكامل للكرمل كرتبة طالبة في 1326 على يد البابا جون الثاني والعشرون أنهى جميع العقبات النهائية، وتمكن الكرمل حينها من أداء مهمتهم الرعوية بشكل صحيح. مع ذلك، نشأت خلافات بين الكرمل الذين أرادوا حياة انفرادية والذين أرادوا حياة رعوية في المدن، بما في ذلك الوعظ. وبالتالي، تطور نوعان من دير الكرمل، أحدهما في قلب المدن والآخر خارجها. بدأ الكرمل بدراسة اللاهوت في الجامعات.

### تخفيف القاعدة

دير ستلا ماريس على جبل الكرمل، حيفا

جاء تخفيف القاعدة بعد الوباء الكبير لالطاعون الأسود في منتصف القرن 14، الذي أدى إلى انهيار سكان أوروبا مصحوبًا بانخفاض أعضاء الرهبنات.
خلال اجتماع نانتس، طلب أغلبية الكرمل تقديم طلب إلى البابا يوجين الرابع للحصول على تخفيف ثانٍ للقاعدة لعام 1209 للقديس ألبرتو؛ تُعتبر إصلاحات 1247 أول تخفيف.
الرسالة، المؤرخة 15 فبراير 1432، ذكرت أن 
العديد من الأعضاء المُكرَّسين في الرهبنة لم يعودوا قادرين على مراقبة القاعدة بسبب قسوتها وصرامتها، سواء بسبب ضعف الإنسان أو هشاشته الجسدية.
أُرسل راهبان كرمليان لنقل هذا الطلب إلى البابا. أجاب البابا في 1435 بbull Romani Pontificis، المؤرخة 15 فبراير 1432، وتاريخ الطلب. موجهة إلى الرئيس العام، جان فاسي، أعطت bull الكرمل إذنًا حرًا ومشروعًا بالبقاء والسير "في كنائسهم، وفي دير هذه الكنيسة وفي الأماكن المجاورة لها في الأوقات المناسبة"، بالإضافة إلى ذلك، أعطت الصلاحية لأكل اللحم ثلاث مرات في الأسبوع، باستثناء فترة الصوم الكبير وعيد الميلاد وفترات أخرى يُمنع فيها ذلك قانونيًا.
أكمل البابا بيوس الثاني هذه الصلاحية في 5 ديسمبر 1469 بمنح الرئيس العام صلاحية الإعفاء من الصيام في الأيام التي يُرفع فيها منع الأكل.
منح البابا سيكستس الرابع حرية أكبر، تُعرف بشكل عام باسم Mare magnum، في bull Dum attendant meditatatione الصادر في 28 نوفمبر 1476، الذي منح العديد من المزايا للرهبانيات الطالبة. ومع ذلك، واجه هذا التخفيف بعض المقاومة. حتى قبل إصداره، كان هناك بعض الاحتجاجات ضد "التخفيف العام" للقاعدة.

### محاولات الإصلاح
كانت مزايا القاعدة الجديدة غير مرغوب فيها في بعض الأديرة التي أرادت العودة إلى القاعدة القديمة لعام 1447. ازدهرت الأديرة في لا سلف (قريب من فلورنسا)، مانتويا وجيروندي (سويسرا) بسبب ميلها إلى مراقبة القاعدة القديمة. حصل الكرمل في مانتويا من البابا يوجين الرابع على bull Fama laudabilis في 1442، الذي سمح لهم بأن يكونوا تجمعًا منفصلًا يُدار بواسطة وكيل عام وخاضع بشكل بعيد للرئيس العام. بينما كان لها تأثير كبير خلال القرن 15، أصبح "إصلاح مانتويا" لاحقًا ذا تأثير هامشي. وأخيرًا، دُمج هذا التخفيف الذي تم تقديمه حوالي 1465 بشكل نهائي في تنظيم الرهبنة الكبرى للكرمل في 1783 على يد البابا بيوس السادس.
جون سورث، راهب من دير الكرمل في كاين، الذي خدم كرئيس عام في السنوات 1451–1471، حاول إقناع رعاياه بقيادة حياة دينية أكثر صرامة من خلال تطوير البذور المزروعة بالفعل وتعزيز الحركات الموجودة. كانت شعارته "العودة إلى قاعدة القديس ألبرتو". في أوامر مبكرة له، احتج ضد الامتيازات والإعفاءات، التي رآها سببًا رئيسيًا لتدهور الرهبنة.
تم مراجعة دستور الرهبنة التي تعود إلى عام 1362 والنص المعتمد من قبل الجمعية العامة في بروكسل في 1462. شددوا على 
الصلاة الإلهية، نذر الفقر، الصمت والعزلة، حراسة الدير والخلوة، الدراسات، العمل والزيارات من الرؤساء.
 انتشر الإصلاح في بعض الأديرة، "الأديرة الرصينة"، و"الأديرة المختلطة". كان يأمل جون سورث أن يفرض الإصلاح تدريجيًا في جميع بيوت الرهبنة، لكن محاولة الإصلاح هذه ظلت غير مكتملة إلى حد كبير لأن الرئيس العام الذي خلفه فضل العودة إلى تخفيف القاعدة، ولاقى دعمًا من البابا بيوس الثاني وسيكستس الرابع.
في 1523، عيَّن البابا هادريان السادس نيكولا أوت كوكيل عام. نظَّم الأخير مركزية حكم المقاطعات المختلفة مع ضمان تدريب الرهبان.
في 1499، استهدف إصلاح ألبى العودة إلى مراقبة أكثر صرامة وفي 1513 تم اعتماده كـ "تجمع مراقبة". ومع ذلك، تم إلغاء هذا الإصلاح في 1584 على يد البابا غريغوري الثالث عشر
في 1603، توجه هنري سيلفيوس، الرئيس العام للرهبنة، إلى فرنسا بناءً على طلب الملك هنري الرابع ملك فرنسا، لتنفيذ إصلاح مع فيليب تيбо في مقاطعة تورين. كان بيير بهورت، لويس شاربينتييه، فيليب تيبو، وجان دي سان سامسون مبتكري ومُهندسي هذا الإصلاح للكرمل من المراقبة القديمة. شخصيات بارزة في إصلاح كاثوليكي، دعمهم كارلو بورومي، الكاردينال وأسقف ميلانو. في 20 يونيو 1604، في الجمعية العامة الإقليمية في نانت، نشر هنري سيلفيوس لوائح الإصلاح، التي تهدف إلى تعزيز الحياة الداخلية والعودة إلى التقليد القديم للرهبنة، تحت رعاية السيدة العذراء والقديس يوسف.
بحلول منتصف القرن 17، اعتمد معظم المقاطعات الفرنسية الإصلاح، الذي فاز بالفعل بدعم الأديرة في بلجيكا (1624) وألمانيا. تم تأكيد دستوره بشكل نهائي في 1635.
في 1645، خلال الجمعية العامة التي عُقدت في روما، عُيِّن لويون دي سان جان، رئيس مقاطعة تورين، عضوًا في لجنة لمراجعة هذه الدساتير مرة أخرى بهدف اعتمادها من قبل جميع الأديرة الإصلاحية في الرهبنة.

### تأسيس دير راهبات الكرمل
منذ العصور الوسطى، انجذبت النساء القريبات من جماعات الكرمل إلى حياتهم الصلاوية. وهكذا، في بلدان المنخفضات، اعتمد بعض الرهبانيات قاعدة الكرمل وبالتالي شكَّلت مجتمعات في النصف الثاني من القرن 15. عمل الرئيس العام جون سورث على تحويل هذه الرهبانيات إلى دير راهبات كرملية.
في 7 أكتوبر 1452، أصدر البابا نيقولاوس الخامس bull Cum Nulla الذي أدخل الكرمل في فرنسا. تحت حمايته، فرانسوا دي أمبويس (†1485)، دوقة بريتاني، أنشأت أول دير لراهبات الكرمل في فرنسا. في 1463، بُني منزل في فينس لاستقبال أول مجتمع وهناك في 2 نوفمبر 1463 وصلت تسع راهبات من ليجي واستقررن هناك بشكل دائم. بينما عانت دير فينس، مثل ليس تروا ماري، من الإلغاء في 1792، خلال الثورة الفرنسية، في غضون ذلك، انتشرت أديرة راهبات الكرمل بسرعة، بما في ذلك العديد في إسبانيا وإيطاليا.

### تأسيس الرتبة الثالثة
لعب جون سورث دورًا مهمًا جدًا في تأسيس الرتبة الثالثة للكرمل. دعم هذا الفعل البابا نيكولاس الخامس أيضًا في bull Cum Nulla.
في فرنسا، كانت هناك العديد من جماعات الكرمل العلمانيين من الرتبة الثالثة قبل الثورة. العديد منها مات خلال الثورة الفرنسية، لكن عددًا قليلاً تطور ونظم نفسه كجمعية دينية رسولية.
حاليًا، الرتبة الثالثة المكرسة للسيدة العذراء مريم المباركة من جبل الكرمل لديها عدد كبير من الجماعات في العديد من الدول. بعد عودة الكرمل من المراقبة القديمة إلى فرنسا في 1989، بناءً على طلب العلمانيين، بدأت الجماعات بالتشكل. أول جماعة تأسست في أبرشية تولون في 1992. الثانية في نانت في 2001.

### إصلاح تريزا

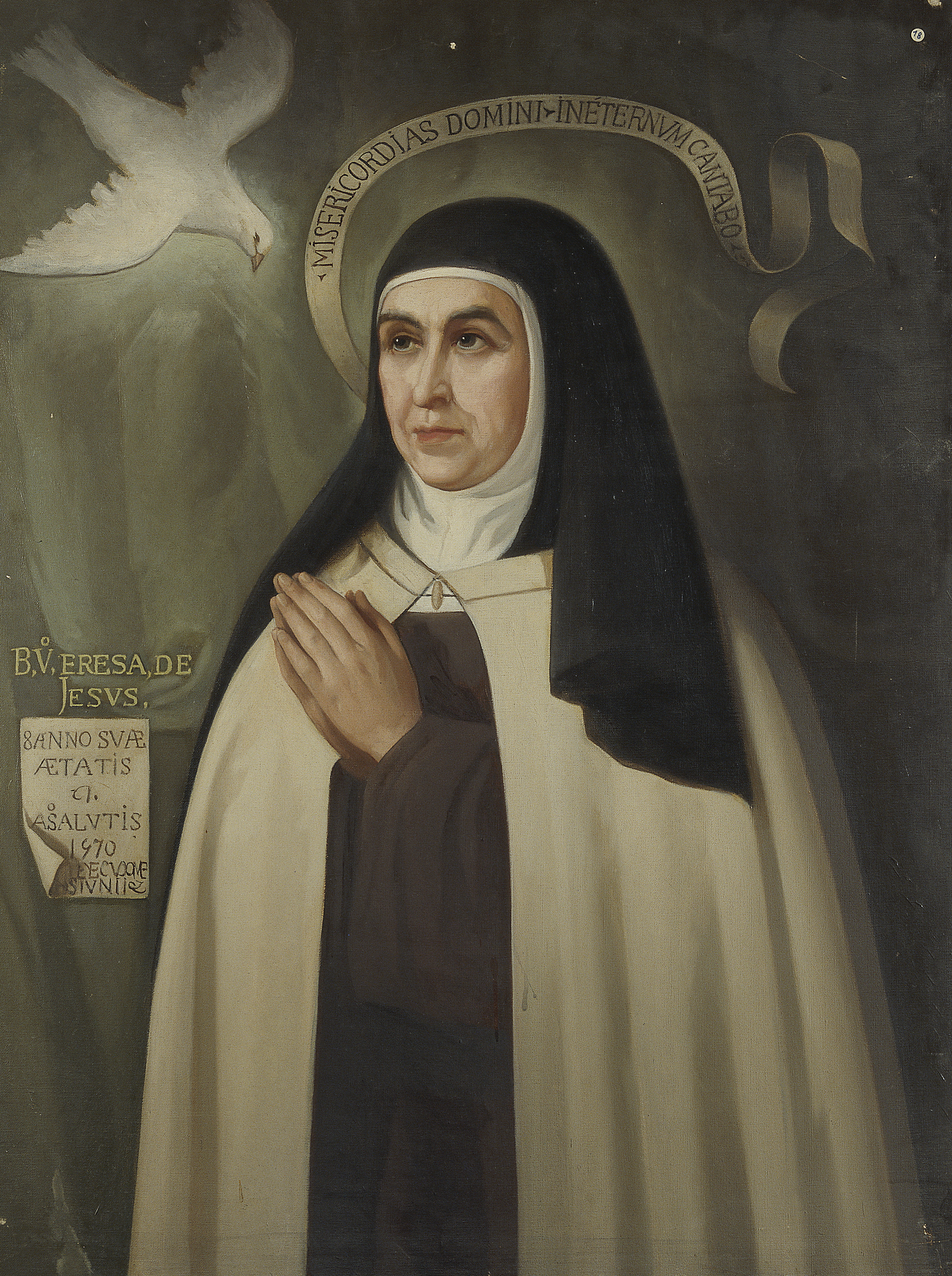
تيريزا آفيلية (1515–1582)

بدأ الإصلاح في إسبانيا جديًا في خمسينيات القرن 16، مع عمل تيريزا آفيلية، التي مع القديس يوحنا الصليبي، أسست الكرمل الإفرنجي. استُقبلت تأسيسات تيريزا بترحيب من فيليب الثاني ملك إسبانيا، الذي كان متشوقًا لجميع الرهبنات لإصلاحها وفقًا لمبادئ مجمع ترينت (1545–1563). لكنها خلقت مشاكل عملية على المستوى الشعبي. كان انتشار الأديرة الدينية الجديدة في المدن التي كانت تكافح بالفعل اقتصاديًا م prospect غير مرغوب فيه. مقاوم سكان المدينة التوجيه من النبلاء والكهنة. حاولت تيريزا جعل ديرها قادرًا على الاكتفاء الذاتي قدر الإمكان، وبالتالي قيَّدت عدد الراهبات في كل مجتمع.

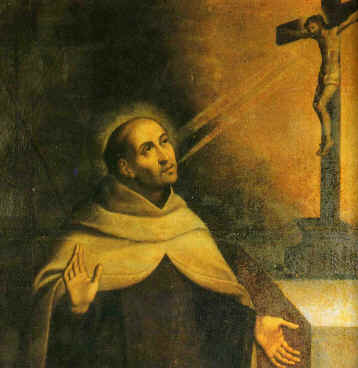
القديس يوحنا الصليبي (1542–1591)

واجه الكرمل الإفرنجي أيضًا مقاومة كبيرة من الأديرة الكرملية غير المصلحة، كما عندما اعتقل رهبان الكرمل من طليطلة وسجنوا القديس يوحنا الصليبي في ديرهم. فقط في الثمانينيات من القرن 16، حصل الكرمل الإفرنجي على موافقة رسمية على وضعهم. في 1593، حصل الكرمل الإفرنجي على رئيس عام خاص بهم باسم praepositus general، وكان أول من تولى هذا المنصب نيكولا دوريا. بسبب سياسة التأسيس، تم إنشاء الكرمل الإفرنجي في إيطاليا ككيان قانوني منفصل.

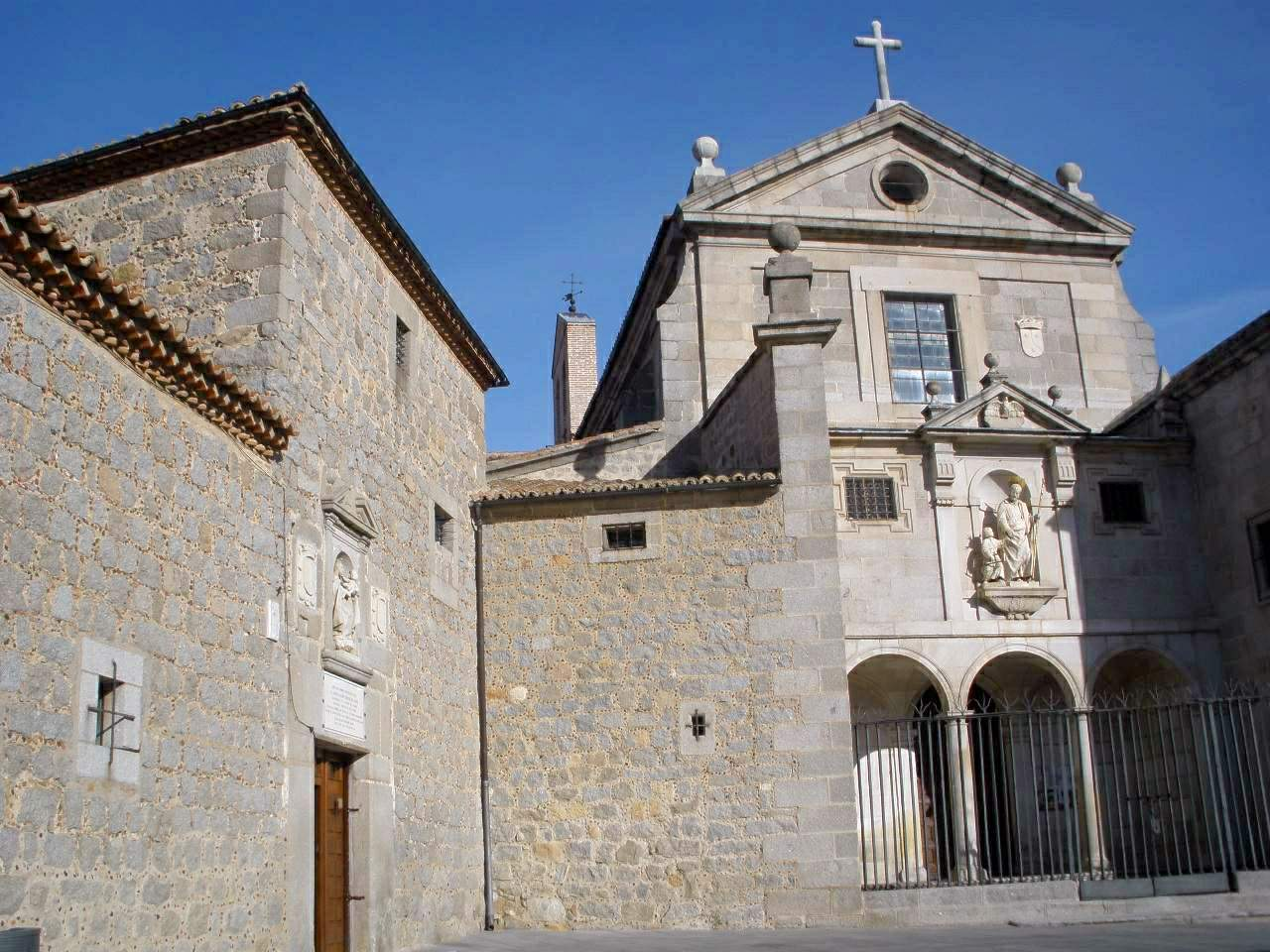
دير القديس يوسف في أفيلا (إسبانيا) كان أول تأسيس للكرمل الإفرنجي

بعد صعود البروتستانتية وتدمير حروب الدين الفرنسي، ظهر روح الإصلاح في فرنسا في القرنين 16–17، وكذلك في رهبنة الكرمل في فرنسا. في أواخر القرن 16، بدأ بيير بهورت جهدًا لاستعادة حالة مقاطعة تورين، الذي استمر في الإصلاحات العملية لفيليب تيبو. عيَّن الجمعية العامة الإقليمية لعام 1604 تيبو رئيس دير في رينس، ونقل novitiate إلى رينس، مما يضمن تشكيل الأعضاء الجدد في المقاطعة من قبل الرهبان المصلحين. دعا مراقبة رينس إلى الفقر، الحياة الداخلية والمراقبة النظامية كعلاج للضعف والانحطاط الذي سقطت فيه الحياة الدينية، بالإضافة إلى دمج التيارات التجدد من الإصلاح الإفرنجي، المدرسة الروحية الفرنسية، ورهبنة الإخوة اليسيوعيين. يُقال أن تيبو أراد ربط روح الإخوة اليسيوعيين برهبنة الكرمل قدر الإمكان. أحد أبرز الشخصيات في الإصلاح كان القديس يوحنا من سامسون، راهب عالمي أعمى، مُقدَّرًا لتبجيله وحياته الروحية العالية. في 1612، تم نقل الأخت يوحنا إلى الدير في رينس وكان، بالإضافة إلى تشغيل الأورغن، مدربًا وموجهً